# 格雷維爾·溫尼
格雷維爾·梅納德·溫尼（1919年3月19日—1990年2月28日）是一位英國工程師和商人，由於他經常前往東歐，被軍情六處招募。他擔任信使，將蘇聯特工奧列格·潘科夫斯基的絕密情報運送到倫敦。
溫尼和潘科夫斯基於1962年11月被克格勃逮捕，當時他們努力獲得的一些情報在古巴導彈危機期間對西方有所幫助。他們被判犯有間諜罪。潘科夫斯基於次年被處決，溫尼被判處八年監禁。他被拘留在盧比揚卡監獄。由於健康狀況惡化，他於1964年獲釋，以交換蘇聯間諜科倫·莫洛迪。
1960年11月，溫尼被軍情六處招募，並被要求前往莫斯科進行銷售之旅， 在那裡他與奧列格·潘科夫斯基（一位高級格魯烏軍官）取得了聯繫。潘科夫斯基此前曾提出為西方從事間諜活動。溫尼後來成為潘科夫斯基的中間人和信使，在他頻繁前往蘇聯的回程中將蘇聯的絕密情報走私到倫敦。
溫尼和潘科夫斯基的間諜活動被克格勃發現。兩人都在1962年11月古巴導彈危機前後被捕。溫尼和潘科夫斯基在1963年5月7日認罪，並在四天後被判刑。溫尼被判處八年監禁。潘科夫斯基被判處死刑並被行刑隊處決，儘管溫尼認為他在獄中自殺身亡。
溫尼被關押在盧比揚卡。1964年4月，由於英國擔心他的健康狀況惡化，溫尼獲釋，以交換蘇聯間諜科倫·莫洛迪（又名戈登·朗斯代爾）。

## 晚年生活與逝世
獲釋後，溫尼重返商界。他和妻子希拉離婚，並與他的兒子兼獨子安德魯關係疏遠。1970年，溫尼與約翰娜·赫爾瑪·範布倫結婚。他們在他去世前幾年分居，但在他去世時仍然合法結婚。
1966年5月23日，他在美國電視劇《To Tell the Truth》的一集中以自己的身份出現，獲得了四票中的兩票。
溫尼在入獄後一直與抑鬱症和酗酒作鬥爭。他於1990年2月28日在倫敦克倫威爾醫院死於喉癌，享年70歲。

## 關於潘科夫斯基之前軍情五處工作的疑問
晚年，溫尼寫了兩本書，講述他為英國情報部門工作的經歷：《來自莫斯科的人》（1967年）和《來自敖德薩的人》（1981年）。在這些書中，溫尼聲稱早在二戰時期就被軍情五處招募，遠早於他與潘科夫斯基的合作。歷史學家對這種說法表示懷疑。《拯救世界の間諜》的作者寫道，溫尼「以前沒有情報經驗或訓練」。其他人也做出了類似的評估， stating that 溫尼在1960年被軍情六處招募時還是一名平民。

## 流行文化中的形象
- 溫尼由大衛·卡爾德在1985年英國廣播公司電視連續劇《溫尼與潘科夫斯基》中飾演。[11]
- 他由彼得·林德福德在2007年英國廣播公司電視台紀錄片《核機密》中飾演。[12]
- 他由班尼迪克·康伯巴奇在2020年電影《鐵幕行動》中飾演。[11]

## 延伸閱讀
- Duns, Jeremy. . London: Simon and Schuster. 2014. ISBN 9781849839297.
- Durie, William. . Berlin: Vergangenheitsverlag. 2012. ISBN 978-3-86408-068-5. OCLC 978161722 （English）.
- Schecter, Jerrold L; Deriabin, Peter S; Penkovskij, Oleg Vladimirovic. . 紐約市: 查爾斯·斯克里布納之子. 1992. ISBN 978-0-684-19068-6. OCLC 909016158 （English）.
  - . 出版者周刊. March 1992  [22 May 2021]. （原始内容存档于2021-05-23） （英语）.
- Wynne, Greville. . London: Hutchinson & Co. 1967. OCLC 923453949 （English）.

也出版為： Contact on Gorky Street 和 Wynne and Penkovsky。
- {{cite book |last1=Wynne |first1=Greville |title=The Man from Odessa |date=1981 |location=London |publisher=Hale |isbn=978-0-7091-9537-5 |url=https://www.worldcat.org/oclc/7990042 |language=English |oclc=799004